# Dasrangijn Mjagmar
Dasrangijn Mjagmar (mong. Дасрангийн Мягмар, ur. w 1949 w somonie Bujant) – mongolski zapaśnik. Olimpijczyk z Monachium 1972, gdzie odpadł w eliminacjach w wadze średniej (82 kg) w stylu klasycznym. 
Mistrz zapasów mongolskich i zawodów naadam.
- Turniej w Monachium 1972.

Przegrał obie walki, kolejno z zawodnikiem Czechosłowacji Miroslavem Janotą i Finem Mattim Laakso.